# Llista de Creus de Sant Jordi/2004/Entitats

#### Entitats
Informació actualitzada per un bot. Els canvis manuals es perdran quan s'actualitzi!
| Entitat                                                        | Wikidata  | Descripció                   | Imatge |
| -------------------------------------------------------------- | --------- | ---------------------------- | ------ |
| Xarxa Vives d'Universitats                                     | Q1664742  |                              |        |
| Círcol Catòlic de Badalona                                     | Q8353174  | entitat de Badalona          |        |
| Amical de Catalunya dels Antics Guerrillers Espanyols a França | Q11905324 | entitat de memòria històrica |        |
| Associació Amics de la Seu Vella de Lleida                     | Q11906956 |                              |        |
| Club Muntanyenc Sant Cugat                                     | Q11914266 |                              |        |
| Col·legi Oficial de Metges de Lleida                           | Q11914770 | col•legi de metges           |        |
| Associació d'Exinternats del Franquisme a Catalunya            | Q16171945 |                              |        |
| Casino Menestral Figuerenc                                     | Q16187889 |                              |        |
| Cobla La Principal del Llobregat                               | Q16188904 |                              |        |
| Cooperativa Obrera Tarraconense                                | Q16189822 | edifici de Tarragona         |        |
| Tamaia Associació de dones contra la violència familiar        | Q18008276 |                              |        |
| Orquestra Nacional Clàssica d'Andorra                          | Q19716069 |                              |        |
| Escola Universitària d'Infermeria Santa Madrona                | Q20100515 |                              |        |